# Egelsee (Dietramszell)
Der Egelsee ist ein Moorsee bei Dietramszell im bayerischen Landkreis Bad Tölz-Wolfratshausen.

## Beschreibung
Der grob kreisförmig, im Durchmesser etwa 45 Meter messende Weiher liegt auf etwa 743 m ü. NHN im Dietenhauser Wald in der voralpenländischen Moränenlandschaft. In der Kuppen- und Senken-reichen Landschaft liegen noch einige weitere kleine Tümpel im nächsten Umkreis. Es gibt einen kleinen Bach, der den See von Norden speist, ein Abfluss erfolgt wahrscheinlich nach Süden zum Klosterfilz und Zeller Bach bei Dietramszell.